# Frontiniella surstylata
Frontiniella surstylata är en tvåvingeart som beskrevs av O'hara 1993. Frontiniella surstylata ingår i släktet Frontiniella och familjen parasitflugor.
Artens utbredningsområde är Florida. Inga underarter finns listade i Catalogue of Life.